# Giji-Harem
Giji-Harem (疑似ハーレム Giji Hāremu, n.đ. 'Giả làm Harem') là một bộ manga Nhật Bản do Saitō Yū sáng tác và minh họa. Bộ truyện ban đầu được đăng trên tài khoản Twitter của Saitō từ tháng 6 năm 2018 đến tháng 3 năm 2021, và sau đó được đăng song song trên tạp chí Monthly Shōnen Sunday của Shogakukan từ tháng 1 năm 2019 đến tháng 3 năm 2021. Các chương của truyện sau đó được biên soạn thành sáu tập tankōbon. Phiên bản anime truyền hình chuyển thể do Nomad sản xuất lên sóng từ tháng 7 đến tháng 9 năm 2024.

## Cốt truyện
Kitahama Eiji, một học sinh năm hai trung học, khao khát sự nổi tiếng hơn bất cứ điều gì. Cậu luôn mơ về một ngày được vây quanh bởi những ánh mắt ngưỡng mộ. Nanakura Rin, hậu bối của cậu trong câu lạc bộ kịch, quyết định sử dụng kỹ năng diễn xuất phi thường của mình để giúp Eiji chạm tới mục tiêu này. Bằng tài năng của mình, cô đã dựng nên một “hậu cung” gồm các phiên bản tính cách khác nhau của mình, cùng với cách thể hiện tình cảm khác nhau dành cho Eiji. Nhưng ẩn đằng sau những phiên bản đa dạng này là chính bản thân Rin và tình cảm chân thành của cô dành cho Eiji, mặc dù anh vẫn hoàn toàn không nhận ra.
Giữa sự chú ý từ những "cô gái hậu cung" xung quanh, Eiji ngày càng bị cuốn hút bởi những màn trình diễn sống động của Rin. Lối diễn xuất đầy màu sắc và năng động của cô mang lại niềm vui cho cuộc sống của anh, khiến anh tự hỏi liệu nữ diễn viên đằng sau những vai diễn này có bao giờ tìm cách bước vào trái tim anh không. Ranh giới giữa thực tế và diễn xuất dần phai mờ, mở ra một câu chuyện nơi Eiji có thể nhận ra tình yêu chân thật nhất lại đến từ người con gái đã ở cạnh anh suốt thời gian qua.

## Nhân vật
Kitahama Eiji (北浜 瑛二)
Lồng tiếng bởi: Okamoto Nobuhiko
Eiji là thành viên của Câu lạc bộ Kịch và cũng là tiền bối của Rin. Cậu mơ ước được nổi tiếng và có một "harem" như trong manga. Để giúp Eiji thực hiện mong muốn đó, Rin hóa thân vào nhiều nhân vật với tính cách khác nhau, mong rằng mình có thể tô điểm thế giới của cậu. Tuy nhiên, Eiji thường hiểu lầm những hành động đầy yêu thương của Rin chỉ là diễn xuất, vì cậu hoàn toàn không nhận ra rằng cô thực sự có tình cảm với mình. Về sau, sự thật được hé lộ rằng ngay từ lần đầu tiên gặp Rin, Eiji đã yêu cô.
Nanakura Rin (七倉 凛)
Lồng tiếng bởi: Hayami Saori
Rin là thành viên của Câu lạc bộ Kịch và là một diễn viên theo trường phái nhập vai. Cô thường rơi vào những tình huống dở khóc dở cười cùng Eiji khi hóa thân thành đủ kiểu nhân vật như "imp-chan", "tsundere-chan" và "cool-chan". Rin thầm thích Eiji từ lâu, nhưng khả năng diễn xuất xuất thần của cô khiến Eiji thường xuyên bối rối, không thể nhận ra được tình cảm thật sự của cô, vì anh không biết lúc đấy là cô có đang diễn hay không. Đến cuối câu chuyện, Rin trở thành một diễn viên và kết hôn với Eiji.
Nanakura Ayaka (七倉 綾香 )
Lồng tiếng bởi: Narumi Mai
Cô là em gái của Rin. Cô là học sinh tiểu học.
Nakayama Motokuni (中山 元邦)
Lồng tiếng bởi: Suwabe Junichi
Nakayama là bạn cùng câu lạc bộ của Eiji và Rin và cũng là thành viên của Câu lạc bộ Kịch.
Iwata Tsuguto (岩田 嗣人) / Tsū-chan (つーちゃん )
Lồng tiếng bởi: Yusa Kōji
Iwata là biên kịch của Câu lạc bộ Kịch. Anh ấy cũng giỏi kể chuyện ma.
Megu (めぐ)
Lồng tiếng bởi: Abo Maria
Cô là học sinh trường trung học Kouban và là bạn thân của Rin.
Shirasawa Kiri (白沢 きり)
Lồng tiếng bởi: Sato Minako
Cô học sinh năm nhất và là thành viên của Câu lạc bộ Kịch. Cô ngưỡng mộ Rin.

## Truyền thông

### Manga
Giji Hāremu do Saitō Yū sáng tác và minh họa. Bộ manga ban đầu được đăng trên tài khoản Twitter của Saitō từ ngày 20 tháng 6 năm 2018 đến ngày 5 tháng 3 năm 2021. Sau đó nó được đăng song song trên tạp chí Monthly Shōnen Sunday của Shogakukan từ ngày 12 tháng 1 năm 2019 đến ngày 12 tháng 3 năm 2021, và được biên tập lại thành sáu tập tankōbon, phát hành từ 12 tháng 3 năm 2019 đến 12 tháng 4 năm 2021. Tại Việt Nam, bộ truyện do Nhà xuất bản Kim Đồng chịu trách nhiệm cấp phép phát hành.
| # | Ngày phát hành tiếng Nhật | ISBN tiếng Nhật   |
| - | ------------------------- | ----------------- |
| 1 | 12 tháng 3 năm 2019       | 978-4-09-129095-3 |
| 2 | 8 tháng 8 năm 2019        | 978-4-09-129365-7 |
| 3 | 10 tháng 1 năm 2020       | 978-4-09-129580-4 |
| 4 | 12 tháng 6 năm 2020       | 978-4-09-850140-3 |
| 5 | 12 tháng 11 năm 2020      | 978-4-09-850325-4 |
| 6 | 12 tháng 4 năm 2021       | 978-4-09-850468-8 |

### Anime
Phiên bản anime truyền hình chuyển thể được công bố lần đầu vào ngày 10 tháng 4 năm 2023. Phim do Nomad sản xuất, với Kikuchi Toshihiro đạo diễn, Kakihara Yūko biên kịch, Sato Yoshihisa thiết kế nhân vật và Watanabe Takeshi phổ nhạc. Pony Canyon đảm nhiệm phần sản xuất âm nhạc.. Bộ phim được phát sóng từ ngày 5 tháng 7 đến ngày 20 tháng 9 năm 2024 trên Tokyo MX và các kênh khác. Ca khúc mở đầu có tựa đề "Blouse" (ブラウス) do Gohobi thể hiện, trong khi ca khúc kết thúc "Ad-lib" (アドリブ) được thể hiện bởi Hayami Saori trong vai nhân vật Nanakura Rin. Crunchyroll phát trực tuyến bộ anime này. Medialink chịu trách nhiệm cấp phép phát hành tại Đông Á và Đông Nam Á,và phát sóng trên kênh YouTube Ani-One Asia.

#### Danh sách tập phim
| TT. | Tiêu đề                                                                                           | Đạo diễn          | Kịch bản phân cảnh | Ngày phát hành gốc  |
| --- | ------------------------------------------------------------------------------------------------- | ----------------- | ------------------ | ------------------- |
| 1   | "Khởi đầu của một câu chuyện?" Chuyển ngữ: "Monogatari no Hajimari?" (tiếng Nhật: 物語の始まり？) | Kikuchi Toshihiro | Kikuchi Toshihiro  | 5 tháng 7 năm 2024  |
| 2   | "Tỏ tình?" Chuyển ngữ: "Kokuhaku?" (tiếng Nhật: 告白？)                                           | Satō Yūichi       | Kikuchi Toshihiro  | 12 tháng 7 năm 2024 |
| 3   | "Cẩm nang tình yêu?" Chuyển ngữ: "Ren'ai Shinan?" (tiếng Nhật: 恋愛指南？)                        | Ōkubo Ryō         | Uehara Hideaki     | 19 tháng 7 năm 2024 |
| 4   | "WOW?"                                                                                            | Matsui Ikuhiro    | Yamada Hiroyuki    | 26 tháng 7 năm 2024 |
| 5   | "Nghỉ hè" Chuyển ngữ: "Natsu Yasumi" (tiếng Nhật: 夏休み)                                         | Hanaoka Yudai     | Tonokatsu Hideki   | 2 tháng 8 năm 2024  |
| 6   | "Lần đầu hẹn hò?" Chuyển ngữ: "Hatsu Dēto?" (tiếng Nhật: 初デート？)                              | Miyoshi Nao       | Suzuki Yuta        | 9 tháng 8 năm 2024  |
| 7   | "Tốt nghiệp" Chuyển ngữ: "Sotsugyō" (tiếng Nhật: 卒業)                                            | Yano Takanori     | Kikuchi Toshihiro  | 16 tháng 8 năm 2024 |
| 8   | "Người lớn" Chuyển ngữ: "Otona" (tiếng Nhật: 大人)                                                | Ando Takashi      | Shimura Hiroaki    | 23 tháng 8 năm 2024 |
| 9   | "Người tôi thích" Chuyển ngữ: "Sukina Hito" (tiếng Nhật: 好きな人)                                | Nakagama Yusuke   | Kurose Daisuke     | 30 tháng 8 năm 2024 |
| 10  | "Sinh nhật" Chuyển ngữ: "Bāsudei" (tiếng Nhật: バースデイ)                                        | Satō Yūichi       | Satō Yūichi        | 6 tháng 9 năm 2024  |
| 11  | "Mối quan hệ tay ba?" Chuyển ngữ: "San-kaku Kankei?" (tiếng Nhật: 三角関係？)                     | Yamauchi Higashio | Watanabe Masami    | 13 tháng 9 năm 2024 |
| 12  | "Khởi đầu của câu chuyện" Chuyển ngữ: "Monogatari no Hajimari" (tiếng Nhật: 物語の始まり)         | Kikuchi Toshihiro | Kikuchi Toshihiro  | 20 tháng 9 năm 2024 |

## Đón nhận
Năm 2019, tác phẩm được đề cử cho hạng mục ấn phẩm in của giải thưởng Tsugi ni kuru Manga Taishō lần thứ năm, và xếp thứ bảy trong tổng 50 đề cử.